# Pterygiopsis mutabilis
Pterygiopsis mutabilis är en lavart som beskrevs av M. Schultz. Pterygiopsis mutabilis ingår i släktet Pterygiopsis och familjen Lichinaceae.   Inga underarter finns listade i Catalogue of Life.